# Intifada di Zemla
L'Intifada di Zemla (letteralmente la rivolta di Zemla) è il nome dato alle dimostrazioni del 17 giugno 1970, culminate in un massacro fatto dalle forze spagnole del Tercio  nel distretto di Zemla, parte di El-Aaiun, nell'odierno Sahara Occidentale (allora Sahara spagnolo).

## L'organizzazione dell'Intifada
I capi dell'organizzazione Harakat Tahrir, fino ad allora segreta, e fra di loro il fondatore Muhammad Bassiri, organizzarono una dimostrazione per consegnare una petizione che richiedeva l'indipendenza ed un corretto trattamento per i Saharawi al governatore generale spagnolo della colonia José María Pérez de Lema y Tejero. La manifestazione fu indetta contemporaneamente, ed in contrapposizione, alle manifestazioni ufficiali della giornata dedicata alla Lealtà verso la madrepatria Spagna. Tejero inviò gli sceicchi Saharawi a mediare per far sciogliere la manifestazione. Per la prima volta nella loro storia gli sceicchi furono accolti a sassate in quanto considerati collaborazionisti della Spagna. I dimostranti furono autorizzati a leggere la petizione, ma al momento della scioglimento della manifestazione la polizia si mosse per arrestare gli organizzatori. I dimostranti respinsero i poliziotti e ad una carica risposero tirando sassi. Le autorità spagnole, temendo di perdere il controllo della situazione, chiamarono la Legione straniera spagnola che aprì il fuoco uccidendo dodici dimostranti e ferendone molti di più. Centinaia di persone furono arrestate.

## Gli arresti e le sparizioni
Nei giorni seguenti al massacro, gli attivisti di Harakat Tahrir, e Bassiri fra di loro, furono ricercati ed arrestati dalle forze di sicurezza spagnole. Bassiri, dopo il suo arresto alle tre del mattino del 18 giugno sparì in prigione. e da allora non vi furono più sue notizie.

## La rotta cambia, la scelta della lotta armata
I fatti seguenti l'Intifada di Zemla spinse il movimento anticoloniale Saharawi ad abbracciare la lotta armata. Fra i molti militanti irredentisti, spesso organizzati in altri movimenti, vi fu El Ouali Mustafa Sayed, allora impegnato in Marocco. Fu turbato dai fatti di Zemla ed accelerò l'impegno armato e clandestino e con pochi altri, tre anni dopo fondò il Fronte Polisario.

## 17 giugno 2005, la storia si ripete
In occasione del trentacinquesimo anniversario della strage furono organizzate più manifestazioni a El Aayun tutte represse con uso della forza da parte della polizia marocchina.
Nella serata fu organizzata una manifestazione dai difensori dei diritti umani con la presenza di Saharawi adottati nel passato da più organizzazioni come prigionieri di opinione e lungamente spariti come Lidri Elboucine, Hmad Hammad, Aminatou Haidar e Fatma Ayach, sopravvissuti al contrario di Muhammad Bassiri nel 1970. Anche questa manifestazione fu dispersa violentemente e molti manifestanti furono manganellati selvaggiamente (vi sono molti riscontri fotografici). Alcuni come Raji Mohamed furono arrestati e torturati.
Nei giorni successivi furono arrestati molti dei manifestanti della sera e il 14 dicembre si arrivò a sentenza nel processo a carico di 14 attivisti.
Prima e dopo il processo Amnesty International e Human Rights Watch hanno pubblicato rapporti esprimendo preoccupazioni sul fatto che Ali Salem Tamek e gli altri attivisti Saharawi non hanno goduto di un giudizio equo, e che andavano considerati prigionieri di coscienza.
Il 17 giugno è ora commemorato, dai Saharawi nei campi per rifugiati a Tindouf in Algeria, come giorno di protesta contro l'amministrazione del Marocco nel Sahara Occidentale.